# ستان بوتين
ستان بوتين هو عالم بيئة كندي، ولد في 1955.